# وئرت
وئرت (به هلندی: Weurt) یک منطقهٔ مسکونی در هلند است که در بئونینگن واقع شده‌است. وئرت ۲٬۴۳۹ نفر جمعیت دارد.